# Lokomotiva Tomáš
Lokomotiva Tomáš, Mašinka Tomáš nebo Tomáš a přátelé (v anglických originálech Thomas the Tank Engine & Friends (1984–2003),  Thomas & Friends (2003–2020)) je britský animovaný televizní seriál pro děti podle knih The Railway Series od reverenda W. V. Awdryho (1911–1997) odehrávajícího se z velké části na ostrově Sodor. Seriál se objevil poprvé v roce 1984. V roce 2021 vznikl spin-off Thomas and Friends : All engines go! (česky Lokomotiva Tomáš: Všechny Vláčky Vpřed!)
Prvních 52 dílů namluvil hudebník Ringo Starr. V češtině je vypravěčem Radovan Vaculík (od 1. do 3. série), od 4. série je vypravěčem Bohuslav Kalva.

## Historie

### Železniční série
Reverend Wilbert Awdry začal s psaním knih v roce 1943 jako pohádkami na dobrou noc pro svého syna Christophera Awdryho. První mu vyšla v roce 1946 a celkem jich vydal třináct. S psaním pokračoval po otci jeho syn Christopher Awdry.

### Televizní série v letech 1984–2003
Když v roce 1979 dělala britská televizní producentka Britt Allcroftová dokument o železniční trati Bluebell, přečetla si jako podklad některé knihy od Awdryho. Napadlo ji udělat z toho dětskou televizní pohádku. V roce 1984 začalo natáčení nového seriálu Thomas the Tank Engine & Friends.
| Řada | Díly | Premiéra v Anglii | Premiéra v Anglii |
| Řada | Díly | První díl         | Poslední díl      |
| ---- | ---- | ----------------- | ----------------- |
| 1    | 26   | 9. října 1984     | 8. ledna 1985     |
| 2    | 26   | 1986              | 1986              |
| 3    | 26   | 1991              | 1992              |
| 4    | 26   | 1994              | 1995              |
| 5    | 26   | 1998              | 1998              |
| 6    | 26   | 2002              | 2002              |
| 7    | 26   | 2003              | 2003              |

První série (1984) byla celá kromě posledního dílu dělaná dle knižní série. V roce 1986 byla natočena na motiv železničních sérií druhá série seriálu také s poslední částí od Davida Mittona a Britt Allcroftové. Třetí série byla natočená v letech 1991 a 1992 a polovina dílů byla podle původních sérií a druhá polovina byla od Mittona a Allcroftové. V letech 1994 a 1995 byla natočená čtvrtá série také s polovinou dílou od Awdryho. Objevila sa tu poprvé úzkokolejka. Pátá série (1998) byla natočená podle pohádek Davida Mittona a Britt Allcroftové. Proto se tu objevily některé nové postavy. V roce 2000 vyšel první film Thomas & the Magic Railroad který byl natočený i s herci. V roce 2002 byla natočena šestá série pod vedením Hit Entertainment a zároveň došlo ke změně grafiky. Sedmá série (2003) byla poslední sérií s původní znělkou a některými postavami (objevili se až později) protože odešel spisovatel a režisér David Mitton a skladatelé Mike O Donell a Junior Cambell. Nahradili je Steve Asquith, Simon Spencer, později přišel i Christoper Skala a jiní.

### Televizní série v letech 2004–2008
V roce 2004 se natočila osmá série s novou znělkou a jinými vymoženostmi jako například lepší kvalitou obrazu. Před natočením deváté série (2005) se natočil celovečerní film Calling all Engines (2005). V deváté sérií se vrátila úzkokolejka a objevily se i nové postavy, z nichž některé účinkovaly jen několika dílech (Neville, Dennis, Proteus). Desátá série (2006) se kromě nových postav lišila i 28 díly na rozdíl od ostatních (26). Jedenáctá série z roku 2007 měla jen 20 dílů a byla vylepšena kvalita obrazu. Po ní následoval DVD speciál který obsahoval šest dílů a měl název Engines & Escapades a původně měl být připojený k jedenácté sérií, proto nemá jedenáctá série 26 dílů. V roce 2008 vyšel třetí celovečerní film The Great Discovery. Dvanáctá série (2008) byla poslední sérií která byla dělená na modelové železnici obsahovala jen 20 dílů. Tváře lokomotiv, lidé a zvířata byli vytvořeny počítačovou grafikou.
| Řada              | Díly              | Premiéra v Anglii | Premiéra v Anglii |      |
| Řada              | Díly              | První díl         | Poslední díl      |      |
| ----------------- | ----------------- | ----------------- | ----------------- | ---- |
| 8                 | 26                | 2004              | 2004              |      |
| Plnou Parou Vpřed | Plnou Parou Vpřed | Plnou Parou Vpřed | 2005              | 2005 |
| 9                 | 26                | 2005              | 2005              |      |
| 10                | 28                | 2006              | 2006              |      |
| 11                | 26                | 2007              | 2007              |      |
| Velký Objev       | Velký Objev       | Velký Objev       | 2008              | 2008 |
| 12                | 20                | 2008              | 2008              |      |

### Televizní série od roku 2009
V roce 2009 se natočil celovečerní film v CGI formátu Hero of the Rails. Potom následovala třináctá série (2010) s 20 díly. Po ní se natočil celovečerní film Misty island rescue (2010). V roce 2010 se natočila i čtrnáctá série po ní následoval film Day of the Diesels (2011) a patnáctá série (2011). V roce 2012 šestnáctá série a film Blue Mountain Mystery. V roce 2013 se natočil film King of the Railway . V letech 2013 a 2014 se natočila sedemnáctá série už s 26 díly a v roce 2014 film Tale of Brave. V letech 2014 a 2015 se natočila osmnáctá série zase s 20 díly a film Sodor Legend of the Lost Treasure. V roce 2015 byla odvysílaná nová 19. série, která obsahuje úplně novou znělku se zmodernizovanou písní The Roll Call. V roce 2016 vyšel muzikálový film Great Race. Ten samý rok byly odvysílaný první epizody 20.řady, zbývající o rok později. V roce 2017 byl odvysílán muzikál Journey Beyond Sodor. Ten samý rok byla natočena nejkratší 21. série.

### Reboot
Dne 12. října 2020 byl společností Mattel oznámen reboot původního seriálu. Z finančních důvodů má simplifikovanou animaci a je zvaný Lokomotiva Tomáš: Všechny vláčky vpřed!. Nový seriál je produkován společností Nelvana. První série s 52 epizodami měla premiéru 13. září 2021, druhá série taktéž s 52 epizodami měla premiéru 12. září 2022 a je vysílán do současnosti.

## Vysílání
| Řada                       | Díly                       | Premiéra ve VB    | Premiéra ve VB     |
| Řada                       | Díly                       | První díl         | Poslední díl       |
| -------------------------- | -------------------------- | ----------------- | ------------------ |
| 1                          | 26                         | 9. října 1984     | 8. ledna 1985      |
| 2                          | 26                         | 31. května 1986   | 17. prosince 1986  |
| 3                          | 26                         | 25. února 1992    | 14. července 1992  |
| 4                          | 26                         | 16. října 1995    | 20. listopadu 1995 |
| 5                          | 26                         | 14. září 1998     | 17. října 1998     |
| Magic Railroad             | Magic Railroad             | 14. července 2000 | 14. července 2000  |
| 6                          | 26                         | 16. září 2002     | 21. října 2002     |
| 7                          | 26                         | 6. října 2003     | 10. listopadu 2003 |
| 8                          | 26                         | 1. srpna 2004     | 24. října 2004     |
| Plnou parou vpřed!         | Plnou parou vpřed!         | 2005              | 2005               |
| 9                          | 26                         | 5. září 2005      | 28. listopadu 2005 |
| 10                         | 28                         | 2006              | 2006               |
| 11                         | 26                         | 2007              | 2007               |
| Velký Objev                | Velký Objev                | 2008              | 2008               |
| 12                         | 20                         | 2008              | 2008               |
| Hrdina na kolejích         | Hrdina na kolejích         | 2009              | 2009               |
| 13                         | 20                         | 2010              | 2010               |
| Záchrana z mlžného ostrova | Záchrana z mlžného ostrova | 2010              | 2010               |
| 14                         | 20                         | 2010              | 2010               |
| Den Dieslů                 | Den Dieslů                 | 2011              | 2011               |
| 15                         | 20                         | 2011              | 2011               |
| Záhada modré hory          | Záhada modré hory          | 2012              | 2012               |
| 16                         | 20                         | 2012              | 2012               |
| Král železnice             | Král železnice             | 2013              | 2013               |
| 17                         | 26                         | 2013              | 2014               |
| Příběh Hrdiny              | Příběh Hrdiny              | 2014              | 2014               |
| 18                         | 26                         | 2014              | 2015               |

## Děj
Malá modrá lokomotiva Tomáš s číslem 1 jezdí na ostrově Sodor. Na ostrově má mnoho přátel, se kterými zažívá mnoho dobrodružství, která mají vždy dobrý konec. Tomáš a jeho přátelé se často dostávají do potíží a způsobují zmatek a zpoždění, ale přesto jsou to opravdu užitečné lokomotivy.

## Postavy
V seriálu hrají hlavní roli parní mašinky a další dopravní prostředky. Na bezpečný provoz dohlíží tlustý kontrolor (či správce, přednosta nebo přednosta stanice) sir Topham Hatt. Mezi další postavy patří např. sedláci Troška a Makal.

## Filmy v češtině
- Plnou parou vpřed! (2005)
- Velký objev (2008)
- Hrdina na kolejích (2009)
- Záchrana z mlžného ostrova (2010)
- Diesel má slavný den (2011)
- Záhada Modré hory (2012)
- Král železnic (2013)
- Příběh hrdiny (2014)
- Sodorská legenda o ztraceném pokladu (2015)
- Velký závod (2016)
- Cesta z ostrova Sodor (2017)
- Velká dobrodružství ve velkém světě (2018)